# مرياطة
مرياطة هي إحدى القرى اللبنانية من قرى قضاء زغرتا في محافظة الشمال.

## روابط خارجية
- Miriata - Qadriyeh نسخة محفوظة 10 مايو 2017 على موقع واي باك مشين., Localiban
- Ehden Family Tree